# Kumla, Grimstens och Hardemo tingslag
Kumla, Grimstens och Hardemo tingslag var ett tingslag i Örebro län i Västernärkes domsaga. 
Tingslaget bildades den 1 januari 1906 (enligt beslut den 28 oktober 1904) genom av ett samgående av Kumla tingslag, Grimstens tingslag och Hardemo tingslag. Tingslaget upphörde den 1 januari 1928 (enligt beslut den 15 oktober 1926) och tingslagets verksamhet överfördes till Hallsbergs tingslag.

## Omfattning

### Socknarna i häraderna
- Hardemo härad
- Grimstens härad
- Kumla härad